# Casona Azul
La Casona Azul de Corvera de Toranzo (España) es un edificio de arquitectura indiana construido en 1883. Está situado en el valle de Toranzo, a orillas del río Pas, en la comunidad autónoma de Cantabria, a 30 km de Santander. 
Se erigió con la fortuna acumulada por emigrantes de la zona a Puebla (México), donde se hicieron ricos en la industria maderera. 
Entre las numerosas leyendas que rodean a esta casa, se encuentra la de que allí se hospedó el rey Alfonso XII y la regente María Cristina, de paso a su estancia veraniega en Santander.
Actualmente tiene la categoría de palacio y la función de hotel, tras la reforma de todo el edificio en 1998, en la que se mantuvieron buena parte de sus elementos esenciales, como es el color exterior. 
Hay que destacar que cuando nació este edificio, la ostentación del que había tenido éxito al hacer las Américas llevaba a diferenciar su nueva casa con el color externo, puesto que eran pintadas, frente a las casas más populares que tomaban los colores de los materiales de la zona, y, además, así se saneaba el conjunto del edificio.